# 대한민국의 영화관 목록
다음은 대한민국의 영화관 목록이다.

## IMAX 상영관
| 시설               | 위치                                                       | 설비                  | 스크린크기 (가로*세로) | 비고                                                                                         |
| ------------------ | ---------------------------------------------------------- | --------------------- | ---------------------- | -------------------------------------------------------------------------------------------- |
| CGV 왕십리         | 서울특별시 성동구 왕십리광장로 17 왕십리 민자역사 5층      | IMAX Digital          | 22m×13.3m              | 빌트인 아이맥스, HFR 대응                                                                    |
| CGV 용산아이파크몰 | 서울특별시 용산구 한강대로23길 55 HDC아이파크몰 6층        | IMAX GT LASER         | 31mx22.4m              | 빌트인 아이맥스, 멀티플렉스로서는 세계 최대크기 아이맥스 스크린, 국내 최초 IMAX LASER 상영관 |
| CGV 천호           | 서울특별시 강동구 양재대로 1571 홈플러스 4층               | IMAX Digital          | 25m×18.5m              | 빌트인 아이맥스, HFR 대응                                                                    |
| CGV 상암 (폐점)    | 서울특별시 마포구 월드컵로 240 (성산동, 월드컵주경기장)    | IMAX Digital          | 16m×8.8m               | 리뉴얼 아이맥스, 2018년5월17일 영업종료, 현재 메가박스 상암월드컵경기장점 MX관으로 운영중.   |
| CGV 광교           | 경기도 수원시 영통구 하동 955-70 갤러리아백화점 10층       | IMAX Commercial Laser | 20.4m×11.7m            | 빌트인 아이맥스                                                                              |
| CGV 소풍           | 경기도 부천시 원미구 송내대로 239 뉴코아 7층               | IMAX Digital          | 16.1m×9m               | 리뉴얼 아이맥스, HFR 대응                                                                    |
| CGV 수원 (폐점)    | 경기도 수원시 팔달구 덕영대로 924 수원역사 애경백화점 6층  | IMAX Digital          | 16m×8.7m               | 리뉴얼 아이맥스                                                                              |
| CGV 의정부         | 경기도 의정부시 평화로 525 의정부역사 신세계백화점10층     | IMAX Digital          | 16m×8.8m               | 리뉴얼 아이맥스                                                                              |
| CGV 일산           | 경기도 고양시 일산동구 정발산로 24 웨스턴돔 3층            | IMAX Digital          | 21m×11.5m              | 빌트인 아이맥스                                                                              |
| CGV 판교           | 경기도 성남시 분당구 판교역로146번길 20 현대백화점 5층     | IMAX Digital          | 22m×13.3m              | 빌트인 아이맥스                                                                              |
| CGV 인천           | 인천광역시 남동구 예술로 198 SEE&SEE빌딩 4층               | IMAX Digital          | 17.2m×9.2m             | 리뉴얼 아이맥스                                                                              |
| CGV 춘천           | 강원특별자치도 춘천시 지석로 80 투탑시티 3층~8층           | IMAX Digital          | 16.8m×9.4m             | 리뉴얼 아이맥스, HFR 대응                                                                    |
| CGV 대전           | 대전광역시 중구 계백로 1700 세이2 6층                      | IMAX Digital          | 16m×8.5m               | 리뉴얼 아이맥스                                                                              |
| CGV 대구           | 대구광역시 북구 침산로93 스펙트럼시티 4층                  | IMAX Digital          | 20.4m×11m              |                                                                                              |
| CGV 서면           | 부산광역시 부산진구 동천로 4 지오플레이스6층               | IMAX Digital          | 19m×11.2m              | 리뉴얼 아이맥스                                                                              |
| CGV 울산삼산       | 울산광역시 남구 화합로 185 업스퀘어 5~8층                  | IMAX Digital          | 24.4m×14.1m            | 빌트인 아이맥스, HFR 대응                                                                    |
| CGV 창원더시티     | 경상남도 창원시 원이대로 332 더시티세븐 3층                | IMAX Digital          | 15.6m×8.8m             | 리뉴얼 아이맥스, HFR 대응                                                                    |
| CGV 광주터미널     | 광주광역시 서구 무진대로 904 유스퀘어 2~6층                | IMAX Digital          | 17.5m×9.6m             | 리뉴얼 아이맥스                                                                              |
| CGV 전주효자       | 전북특별자치도 전주시 완산구 용머리로 45 Mall of Hyoja 2층 | IMAX Digital          | 24.4m×14.1m            | 빌트인 아이맥스, HFR 대응                                                                    |